# 国鉄V10形コンテナ
国鉄V10形コンテナ（こくてつV10がたコンテナ）は、日本国有鉄道（国鉄）が1960年（昭和35年）に製造した、鉄道輸送用一種規格（約11 ft）通風コンテナである。

## 概要
1960年（昭和35年）度に日本初の通風コンテナとして東急車輛製造にて3個（200 - 202）、富士重工業にて2個（203,204）が製作された。試作的要素がたぶんに含まれていた。落成時の形式名は200形式であったが1966年（昭和41年）6月の称号改正によりV10形に変更した。塗装は登場当時淡緑3号だったが、退色と汚れに弱いため、1964年（昭和39年）以降は黄緑6号（山手線色）に変更した。
扉位置は、片側妻面の1か所のみでクレーン荷役には対応していない。通風口は縦50mm、横120 mmのサイズのものが車体4面に合計328個配置され、シャッター機構による閉開機能を備え有蓋コンテナとしても使用可能な構造であった。
寸法関係は全長3,238 mm、全幅2,342 mm、全高2,359.2 mm、荷重5 t、自重1.2 t、容積13.5 m3である。
1979年（昭和54年）度に最後まで使用された1個が廃止され形式消滅した。